# Godhem/HT IF
Godhem/HT IF var en fotbollsförening från Göteborg i dåvarande Göteborgs och Bohus län, bildad 1976 genom sammanslagning av Godhems BK och Högsbo-Torps IF. Föreningen upplöstes 1997 då den sammanslogs med Slottsskogens IK i Slottsskogen/Godhems IF.
Föreningens herrlag inledde sitt seriespelande 1976 i femtedivisionen (dåvarnade Göteborgsserien Klass I) men spelade 1978-1985 i division IV. Säsongen 1985 vann klubben division IV Göteborg A på bättre målskillnad än Göteborgs FF och uppflyttades därmed till division III, motsvarande division I sedan 2006). Laget slutade på nionde plats i division III 1986, vilket p.g.a. serieomläggning innebar nedflyttning till fjärdedivisionen ("nya" division III). Med undantag för 1990 spelade laget i denna division III-serie fram till 1993, därpå följde fyra säsonger i division IV innan sammanslagningen med Slottsskogen.
Klubben hade även ett damlag som avancerade i seriesystemet i början av 1980-talet, gjorde ett uppehåll i slutet av samma decennium, återstartades en kort period och sedan lades ned efter säsongen 1991.

## Ursprung
- Godhems BK bildades 1937, namngiven efter Godhemskolonien. Föreningens klubbmärke gick i vinrött och vitt med detaljer i guld. Föreningen spelade som högst 18 säsonger i division IV (sedan 2006 motsvarande division II).[4][5]
- Högsbo-Torps IF bildades som en utbrytning ur Godhems BK 1961, namngiven efter stadsdelen Högsbotorp. Föreningens första klubbmärke gick i rött med detaljer i silver men ersattes efter ett tag av ett svart-vitt klubbmärke med detaljer i guld. HTIF deltog i seriespel från 1965 och spelade i division IV 1974-1975.[6][7][8]